# رينات يانباييف
رينات يانباييف (بالروسية: Ренат Рудольфович Янбаев)‏ من مواليد 7 أبريل 1984، لاعب كرة قدم روسي. يلعب مع نادي لوكوموتيف موسكو منذ عام 2007. وبدأ باللعب مع منتخب روسيا لكرة القدم في عام 2008.

## روابط خارجية
- رينات يانباييف على موقع قاعدة بيانات كرة القدم.إي يو (الإنجليزية)
- رينات يانباييف على موقع ناشيونال فوتبول تيمز (الإنجليزية)
- رينات يانباييف على موقع Soccerway.com (الإنجليزية)
- رينات يانباييف على موقع AS.com (الإسبانية)